# Nickelodeon Animation Studio
Nickelodeon Animation Studio – amerykańskie studio animacji. Studio jest własnością i jest zarządzane przez Nickelodeon, produkuje seriale animowane, w tym SpongeBob Kanciastoporty, Wróżkowie chrzestni, Planeta Sheena, Turbo Dudley – psi agent.

## Produkcje

### TV seriale
- Doug Zabawny (1991–1999) (koprodukcja z Disney Channel i Jumbo Pictures)
- Pełzaki (1991–2004; 2021) (koprodukcja z Klasky Csupo)
- Ren i Stimpy (1991–1996) (koprodukcja z Spümcø)
- Rocko i jego świat (1993–1996) (koprodukcja z Joe Murray Productions)
- Prawdziwe potwory (1994–1997) (koprodukcja z Klasky Csupo)
- KaBlam! (1996–2000)
- Śladem Blue (1996–2006)
- Hej Arnold! (1996–2004) (koprodukcja z Snee-Oosh, Inc.)
- Bobry w akcji (1997–2001) (koprodukcja z Gunther-Wahl Productions, Inc.)
- Kotopies (1998–2005) (koprodukcja z Peter Hannan Productions)
- Dzika rodzinka (1998–2004) (koprodukcja z Klasky Csupo)
- SpongeBob Kanciastoporty (od 1999) (koprodukcja z United Plankton Pictures)
- Rocket Power (1999–2004) (koprodukcja z Klasky Csupo)
- Mały Bill (1999–2004)
- Słowami Ginger (2000–2006) (koprodukcja z Klasky Csupo)
- Invader Zim (2001–2006)
- Wróżkowie chrzestni (2001–2017) (koprodukcja z Billionfold Inc.)
- Maks i Ruby
- Klub Winx (2011–2016) (koprodukcja z Rainbow S.p.A.) (współwłasność Paramount Global)
- Pelswick
- Przyjaciele z podwórka (2007–2011)
- Kredonia (2002–2008)
- Jimmy Neutron: mały geniusz (2002–2006) (koprodukcja z O Entertainment i DNA Productions)
- Z życia nastoletniego robota (2003–2009) (koprodukcja z Frederator Studios)
- Kappa Mikey
- Fifi
- Wspaniałe zwierzaki (2006–2009) (koprodukcja z Little Airplane Productions)

- Danny Phantom (2004–2007)
- Tak and the Power of Juju (2007–2009) (koprodukcja z THQ)
- Awatar: Legenda Aanga (2005–2008)
- Szanowni państwo X (2005–2006)
- El Tigre: Przygody Manny’ego Rivery (2007–2008)
- Zagroda według Otisa (2007–2011) (koprodukcja z Omation Animation Studio)
- Mighty B (2008–2011) (koprodukcja z Paper Kite Productions i Polka Dot Pictures)
- Fanboy i Chum Chum (2009–2014) (koprodukcja z Frederator Studios)
- Planeta Sheena (2010–2013) (koprodukcja z Omation Animation Studio)
- Turbo Dudley – psi agent (2010–2015) (koprodukcja z Billionfold Inc.)
- Ni Hao Kai Lan (2008–2010) (koprodukcja z Harringtoons Productions)
- Dalej, Diego! (2005–2011)
- Olivia
- Dora poznaje świat (2000–2014)
- Umizoomi (2010–2015) (koprodukcja z Curious Pictures)
- Bąbelkowy świat gupików (2011–2016; 2019-teraźniejszość) (koprodukcja z WildBrain Entertainment (sezon 1), Nelvana (sezony 2–4), Jam Filled Toronto (sezon 5–obecnie))
- Pingwiny z Madagaskaru (2008–2015) (koprodukcja z DreamWorks Animation)
- Kung Fu Panda: Legenda o niezwykłości (2011–2014) (koprodukcja z DreamWorks Animation)
- Legenda Korry (2012–2014) (koprodukcja z Ginormous Madman Productions i Studio Mir)
- Wojownicze Żółwie Ninja (2012–2017) (koprodukcja z Bardel Entertainment)
- Harmidom (od 2016)
- Wielkodomscy (2019–2022)
- Koralowy Obóz:Młodzieńcze Lato Spongeboba (od 2021)
- Pełzaki 2021 (od 2021)
- Patryk rozgwiazda show (od 2022)